# Мерсер (Мисури)
Мерсер (енгл. Mercer) град је у америчкој савезној држави Мисури.

## Демографија
По попису из 2010. године број становника је 318, што је 24 (-7,0%) становника мање него 2000. године.
| Група             | 2000.       | 2010.       |
| Белци             | 339 (99,1%) | 312 (98,1%) |
| Афроамериканци    | 0 (0,0%)    | 0 (0,0%)    |
| Азијати           | 0 (0,0%)    | 0 (0,0%)    |
| Хиспаноамериканци | 1 (0,3%)    | 2 (0,6%)    |
| Укупно            | 342         | 318         |